# Sarah Glaser
Pour les articles homonymes, voir Glaser.
Sarah « Pease » Glaser, née le 18 novembre 1961 à Springfield (Illinois), est une skipper américaine.

## Biographie
Sarah Glaser remporte la médaille d'argent en 470 aux Jeux olympiques d'été de 2000 avec Jennifer Isler.
Elle est mariée au skipper Jay Glaser.